# Línea 9 de TMB
La línea 9 fue una línea regular de autobús urbano de la ciudad de Barcelona gestionada por la empresa TMB. Hace su recorrido entre la plaza Cataluña y el paseo de la Zona Franca, con una frecuencia en hora punta de 6-9min.

## Horarios en que prestaba servicio
| 9          | Primer servicio A: Pº de la Zona Franca | Primer servicio A: Pl. Cataluña | Último servicio A: Pº de la Zona Franca | Último servicio A: Pl. Cataluña |
| Laborables | 05:15                                   | 04:50                           | 22:15                                   | 22:10                           |
| Sábados    | 05:15                                   | 04:50                           | 22:15                                   | 22:10                           |
| Festivos   | 05:15                                   | 04:45                           | 22:15                                   | 22:10                           |

## Recorrido
- De Pl. Cataluña a Pº de la Zona Franca por: Ronda Universidad, Pl. Universidad, Gran Vía, Diputación, Pl. España, Gran Vía, Pl. Idefonso Cerdá, Pº de la Zona Franca, Fuego, Estaño.

- De Pg. de la Zona Franca a Pl. Cataluña por: Pl. del Nueve, Plomo, Pº de la Zona Franca, Pl. Idefonso Cerdá, Gran Vía, Pl. España, Gran Vía, Balmes, Pelayo, Pl. Cataluña.

## Otros datos
| Prestación                   | Disponibilidad en la línea |
| ---------------------------- | -------------------------- |
| Adaptada a                   | Sí                         |
| TMB iBus (tiempo de espera ) | Sí                         |
| Pantallas informativas       | Sí                         |
| Línea de tránsito rápido     | No                         |
| Circula en días festivos     | Sí                         |